# Cheilotrichia exilistyla
Cheilotrichia exilistyla är en tvåvingeart som först beskrevs av Alexander 1949.  Cheilotrichia exilistyla ingår i släktet Cheilotrichia och familjen småharkrankar. Inga underarter finns listade i Catalogue of Life.